# Automolus rubiginosus
Automolus rubiginosus е вид птица от семейство Furnariidae.

## Разпространение
Видът е разпространен в Боливия, Бразилия, Колумбия, Коста Рика, Еквадор, Салвадор, Френска Гвиана, Гватемала, Гвиана, Хондурас, Мексико, Никарагуа, Панама, Перу, Суринам и Венецуела.